# Eumacronychia aberrans
Eumacronychia aberrans är en tvåvingeart som först beskrevs av Henry J. Reinhard 1955.  Eumacronychia aberrans ingår i släktet Eumacronychia och familjen köttflugor.
Artens utbredningsområde är Utah. Inga underarter finns listade i Catalogue of Life.